# Yi Jong-mu
Yi Jong Mu (1360–1425) est un général coréen de la dynastie Joseon qui mène l'invasion Ōei de 1419 en représailles contre les pirates japonais Wakō de île Tsushima.
Il commande une flotte de 227 navires et 17 285 soldats qui débarquent sur l'île Tsushima dans la baie d'Asō le 19 juin 1419, et après de premiers succès, atteignent le village de Funakoshi. Bien que certains contingent de ses forces sont défaits par les Japonais dans une embuscade tendue à Nii, Sō Sadamori, daimyo de la province de Tsushima, capitule devant la cour de Joseon en septembre 1419.
Sa conquête non seulement sauve des prisonniers des pirates japonais, dont 146 Chinois et 8 Coréens, mais permet également de  mettre fin aux raids des pirates japonais en Corée et en Chine. À la suite de cette invasion Ōei (du nom de l'ère Ōei au cours de laquelle elle se déroule), l'île Tsushima est placée sous domination coréenne jusqu'au milieu du XVIe siècle.

## Source de la traduction
- (en) Cet article est partiellement ou en totalité issu de l’article de Wikipédia en anglais intitulé « Yi Jongmu » (voir la liste des auteurs).